# 바라트 라트나

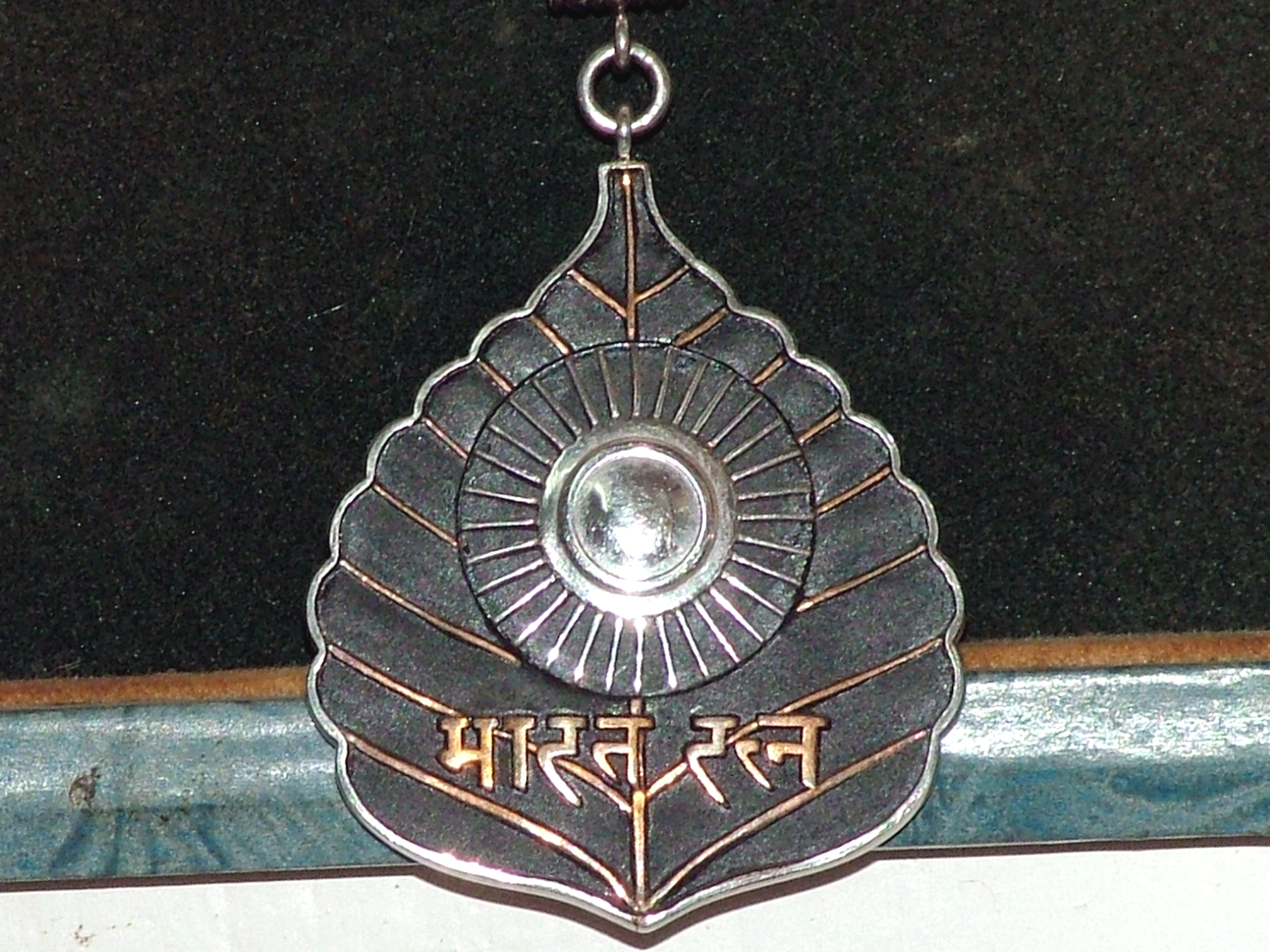
보리수 잎 모양 메달 중심에 태양과 데바나가리 문자로 바라트 라트나라고 기재되어 있다.

바라트 라트나(힌디어: भारत रत्‍न→인도의 보석)는 인도에서 민간인을 기리기 위한 상이다. 1954년 1월 2일에 설립되어 인종, 직업, 지위, 성별과 관계 없이 가장 뛰어난 업적이 인정되는 사람에게 수여된다.
이 상은 매년 인도 총리와 대통령에 의해 최대 3명에게 수여가 진행된다. 수상자는 대통령의 서명이 이루어진 표창장과 보리수 잎 모양의 메달이 수여된다. 상금은 없다.

## 같이 보기
- 파드마 비부샨
- 파드마 부샨
- 파드마 슈리